# It's a Free World!
Pour plus de détails, voir Fiche technique et Distribution.
It's a Free World! (ou It's a Free World... en VO) est un film britannique réalisé par Ken Loach en 2007.

## Synopsis
Angie, trentenaire britannique issue de milieu modeste, mère d'un jeune garçon, accumule les petits emplois ingrats et mal payés à Londres. Elle travaille pour une agence britannique de travail temporaire qui recrute de la main d'œuvre bon marché dans les pays de l'ancien bloc de l'Est. Après avoir été injustement licenciée, elle décide d'ouvrir sa propre agence de travail temporaire avec son amie colocataire Rose, clandestinement sans argent, utilisant dans un premier temps comme point de rassemblement l'arrière-cour du pub d'un ami et leur logement comme bureau. Elles se promettent de régulariser totalement leur situation aussitôt leurs premiers bénéfices et clients sérieux acquis. 
D'importants clients incitent rapidement Angie à leur fournir des travailleurs immigrés sans papiers à exploiter en lui expliquant les importants gains à réaliser et les facilités d'abuser des pauvres gens sans recours sur un marché mafieux sur lequel le gouvernement ferme les yeux. Angie se promet de rapidement régulariser son affaire mais l'appât de gains importants et facile dans des milieux sans états d'âmes finit par avoir raison de ses idées de justice humaine.

## Fiche technique
- Titre : It's a Free World!
- Réalisation : Ken Loach
- Scénario : Paul Laverty
- Production : Ken Loach et Rebecca O'Brien
- Musique : Rebecca O'Brien
- Photographie : Nigel Willoughby
- Montage : Jonathan Morris
- Pays :  Royaume-Uni,  Italie,  Allemagne,  Espagne et  Pologne
- Format : Couleurs
- Genre : Drame
- Durée : 96 minutes
- Date de sortie : 1er septembre 2007 (Mostra de Venise), 24 septembre 2007 (Royaume-Uni), 2 janvier 2008 (France)

## Distribution
- Kierston Wareing (V. F. : Audrey Lamy) : Angela dite Angie ou Ange, une jeune femme énergique et ambitieuse qui se lance dans le recrutement d'ouvriers immigrés sans papiers
- Juliet Ellis (V. F. : Sara Martins) : Rose, sa colocataire, amie puis collaboratrice
- Leslaw Zurek (V. F. : Tomasz Kowalski) : Karol, le jeune travailleur polonais amant occasionnel d'Angie
- Raymond Mearns (V. F. : Bernard Bouillon) : Andy
- Joe Siffleet : Jamie, le jeune fils d'Angie
- Colin Coughlin (V. F. : Rémy Darcy) : Geoff, le père d'Angie
- David Doyle (V. F. : Loïc Houdré) : Tony
- Maggie Russell : Cathy
- Davoud Rastagou : Mahmoud, un émigré clandestin iranien
- Mahin Aminnia : Mahin, la femme de Mahmoud
- Shadah Kavousian : Shadah, une fille de Mahin et Mahmoud
- Sheera Kavousian : Sheera, l'autre fille de Mahin et Mahmoud

Source et légende : Version française (V. F.) sur le site d’AlterEgo (la société de doublage)

## Distinctions
- Prix du Scénario à la Mostra de Venise 2007 pour Paul Laverty.